# Team Słupsk
TS Team Słupsk Adkonis – polski klub piłki nożnej plażowej, wicemistrz Polski z 2007 roku.

## Osiągnięcia

### Mistrzostwa Polski
- Drugie miejsce: 2007
- Trzecie miejsce: 2010
- IV  Czwarte Miejsce: 2018

### Młodzieżowe Mistrzostwa Polski
- Pierwsze miejsce: 2018
- Drugie miejsce: 2012
- Trzecie miejsce: 2013